# Васильевская куртина Петропавловской крепости
Васильевская куртина — памятник архитектуры. Расположен в Петропавловской крепости, соединяет Трубецкой бастион с бастионом Зотова. Название связано с тем, что куртина обращена к Васильевскому острову. Куртина прорезана Васильевскими воротами.
Изначально все куртины крепости были земляными, в кирпиче их стали перестраивать с 1706 года, Васильевская куртина перестроена в 1709 году.
В конце XVIII-начале XIX веков северные казематы куртины занимал Архив, южные — Монетный двор, в некоторых казематах жили тюремные служители Секретного дома Алексеевского равелина.
Реставрация куртины прошла в 2008 году.